# Магнитное число Прандтля
Магнитное число Прандтля (Prm) — критерий подобия в магнитной гидродинамике, выражающий отношение сил внутреннего трения к магнитной силе. Оно определяется следующим образом:
{\displaystyle \operatorname {Pr} _{m}\,=\nu \mu \,\mu _{0}\,\varsigma },
где:
- {\displaystyle \varsigma } — электропроводность;
- {\displaystyle \mu } — магнитная проницаемость;
- {\displaystyle \nu } — кинематическая вязкость.

Если ввести понятие коэффициента магнитной вязкости:
{\displaystyle \eta _{m}\,=\left(\mu \,\mu _{0}\,\varsigma \rho \right)^{-1}},
то магнитное число Прандтля можно записать следующим образом:
{\displaystyle \operatorname {Pr} _{m}\,={\frac {\eta }{\eta _{m}}}},
где
{\displaystyle \eta } — обычная динамическая вязкость.
Соответственно, магнитное число Прандтля можно выразить как отношение магнитного числа Рейнольдса к обычному числу Рейнольдса:
{\displaystyle \operatorname {Pr} _{m}\,={\frac {\operatorname {Re} _{m}}{\operatorname {Re} }}}